# Wave Hill
Wave Hill est un jardin botanique de la ville de New York aux États-Unis, situé dans l'arrondissement du Bronx. D'une superficie de 11 hectares, Wave Hill se compose de jardins horticoles publics et d’un centre culturel, tous situés sur les pentes surplombant le fleuve Hudson, avec une vue imprenable sur la rivière jusqu’aux New Jersey Palisades. Le domaine comprend deux maisons et un jardin botanique. La partie la plus ancienne de la maison principale, Wave Hill House, date de 1843 ; la maison Glyndor date de 1927 et contient une galerie d’art de plusieurs pièces. Chaque année près de 65 000 personnes visitent le site.
Le parc de Riverdale est attenant à Wave Hill, parc reconnu pour ses promenades boisées le long de l'Hudson.  

## Histoire
Wave Hill a été construit en 1843 par le juriste William Lewis Morris.
De 1866 à 1903, la propriété a appartenu à William Henry Appleton, qui agrandit la maison et fit construire le premier jardin et les serres.
En 1903, George W Perkins acheta le domaine et ajouta de nouvelles serres, une piscine, les terrasses et ce qui deviendra "The Ecology Building". Il fit planter des arbres rares et ajouta des jardins (jardins dessinés par Albert Millard, célèbre paysagiste autrichien)

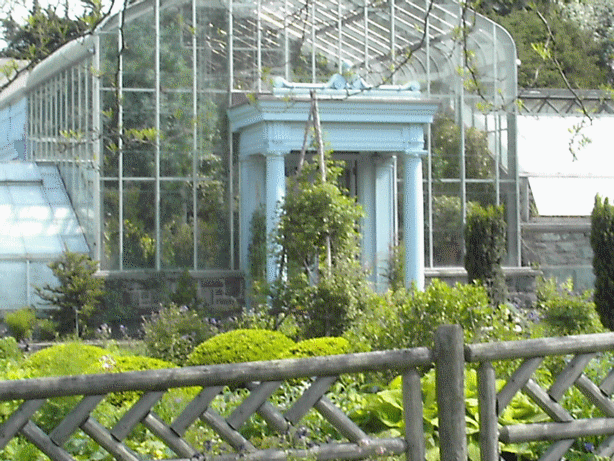
Serre de Wave Hill

En 1960, la famille Perkins offrit Wave Hill à la ville de New York, et en 1965 fut créé "The Wave Hill Inc" une société à but non lucratif pour gérer Wave Hill.

## Présent
Wave Hill est constitué de 4 Maisons historiques et de 5 serres.
Les jardins de Wave Hill contiennent :
- Le jardin Floral
- Le Conservatoire
- Le Pergola (avec une vue extraordinaire sur le fleuve Hudson)
- Le jardin Sauvage
- Le jardin Aquatique
- Alpine House (Une serre avec des pierres et des plantes de montagnes)[2]
- Woodland (une forêt de 40 000 m2)
- Le Marco Polo Conservatoire

Il y a souvent des expositions de fleurs ou d'arbres
Des concerts sont donnés dans le Armor Hall, les dimanches soir.

## Invités célèbres
Pendant toute son histoire, des hommes célèbres ont vécu ou séjourné à Wave Hill :
- Thomas Henry Huxley, Charles Darwin, la famille de Theodore Roosevelt (pendant les vacances d'été dans les années 1870), Mark Twain (dans les années 1900) et Arturo Toscanini (dans les années 1942).

## Anecdote
Il est raconté que la famille Rockefeller aurait acheté la forêt (Dans l'État du New-Jersey) en face de Wave Hill et en aurait fait cadeau au New Jersey à la seule condition que la forêt reste sauvage et qu'aucune construction ne vienne détruire la vue depuis Wave Hill.